# Tschirpoi
Tschirpoi (russisch Чирпой, jap. 知理保以島, Chirihoi-tō) ist eine 21 km² große Vulkaninsel der Kurilen. Tschirpoi liegt innerhalb der Kurilenkette südlich von Simuschir und nördlich von Urup. Administrativ gehört die Insel zur Oblast Sachalin der Russischen Föderation.
Tschirpoi liegt im Zentrum zweier sich überschneidener Calderen, die weitgehend unter dem Meeresspiegel liegen. Die etwas kleinere südlich gelegene Insel Brat Tschirpojew („Bruder von Tschirpoi“) liegt am Rand der 8 bis 9 Kilometer durchmessenden Calderen. Die beiden Schwesterinseln werden durch die Snou-Straße voneinander getrennt. Beide Inseln sowie weitere kleinere Eilande werden zusammenfassend als Tschornyje-Bratja-Inseln (im Russischen Čërnye Brat’ja – „Schwarze Brüder“) bezeichnet.
Zwei Vulkane auf Tschirpoi waren in historischer Zeit aktiv. Der Gipfel des 691 Meter hohen symmetrischen Vulkans Cherny bildet den höchsten Punkt der Insel. Der Schichtvulkan hatte während des 18. und 19. Jahrhunderts zwei Ausbrüche. Der jüngste Vulkan der Insel, Snow mit einer Höhe von 395 Metern, entstand zwischen 1770 und 1810 am Südhang des Cherny. Er besteht fast ausschließlich aus Lavaströmen, von denen viele an der Südküste das Meer erreicht haben. 1982 wurde eine Eruption des Snow von einem Schiff aus beobachtet. Nach Satellitenaufnahmen floss im November 2012 möglicherweise ein Lavastrom den Südosthang des Snow hinab.